# Louise Pedersen
 Der er flere personer med dette navn, se Louise Pedersen (flertydig).
Louise Pedersen (født 19. januar 1979 i Odder) er en tidligere dansk håndboldspiller. 
Hun har tidligere spillet i Odder, Århus KFUM, Horsens HK, Viborg HK, Kolding IF, Aalborg DH og Odense GOG (nu Handball Club Odense). Louise Pedersen har tidligere spillet på landsholdet, og i den forbindelse deltaget i både EM og VM. Den venstrehåndede fløj har i sine 48 landskampe lavet 97 mål.
Hun har med Viborg HK i sæsonen 01/02 vundet det danske mesterskab.
Hun stoppede på landsholdet i 2007, da det blev klart at Denmark ikke ville komme med til VM i håndbold 2007, men hun gjorde comeback i 2009.